# 서귀포운수
서귀포운수(西歸浦運輸)는 대한민국 제주특별자치도의 시내버스 운송 업체이고 본사는 제주특별자치도 서귀포시 토상로20번길 17-12(토평동)에 있다. 간선버스 5개 노선, 지선버스 6개 노선, 심야버스 6개 노선을 운행한다.

## 연혁
- 2006년 1월 10일 : 동서교통으로 설립
- 2021년 9월 1일 : 사명을 동서교통에서 서귀포운수로 변경
- 2022년 : 사모펀드 '차파트너스'에 피인수

## 운행 노선

### 간선버스
- ● 500번 : 하모리(운진항) ↔ 남원리(남원환승정류장)
- ● 510번 : 제주국제컨벤션센터 ↔ 서귀포여자고등학교 ↔ 남원
- ● 520번 : 제주국제컨벤션센터 ↔ 서귀포여자중학교 ↔ 효돈중학교
- ● 521번 : 제주국제컨벤션센터 ↔ 서귀포여자고등학교 ↔ 효돈중학교
- ● 531번 : 하례리입구 ↔ 제주월드컵경기장 ↔ 대평리
- ● 532번 : 하례리입구 ↔ 법환, 강정, 월평 ↔ 화순
- ● 295-1번 : 신흥2리 보건진료소 ~ 중앙로터리 ~ 신흥2리 보건진료소

### 지선버스
- ● 623번/624번 : 하례리입구 ↔ 신례리 ↔ 하례리입구
- ● 621번 : 하례리입구 ↔ 공천포 ↔ 하례리입구
- ● 625번 : 토평 ↔ 서귀북초 ↔ 헬스케어타운 ↔ 치유의숲
- ● 630번 : 토평 ↔ 서귀북초 ~ 보목
- ● 635번 : 토평 ↔ 남주고등학교
- ● 645번 : 약천사 ↔ 제주은행 ↔ 약천사

### 심야버스
- ● 5001번: 남주고등학교 ↔ 신흥1리사무소
- ● 5002번: 서귀포여자고등학교 ↔ 신흥1리사무소
- ● 5003번: 서귀포여자고등학교 ↔ 토평
- ● 5004번: 남주고등학교 ↔ 주거물
- ● 5005번: 삼성여자고등학교 ↔ 제주조각공원
- ● 5006번: 남주고등학교 ↔ 제주조각공원

## 보유 차량
- KGM커머셜 - 에디슨모터스 E-화이버드[2], KGM 스마트 110
- 현대자동차 - 현대 카운티 뉴 브리즈, 현대 그린시티, 현대 뉴 슈퍼 에어로시티
- 비야디 자동차 - BYD eBus-11
- 우진산전 - 우진산전 아폴로 1100

## 같이 보기
- 제주특별자치도의 시내버스